# (909) Улла
909 Улла (909 Ulla) — астероид внешнего главного астероидного пояса. Открыт 7 февраля 1919 г. немецким астрономом Карлом Рейнмутом в Гейдельберге, Германия. Астероид был назван в честь Урсулы Аренс, дочери друзей учёного, которые оказывали материальную помощь обсерватории Кёнигштуль.
Улла не пересекает орбиту Земли, и делает полный оборот вокруг Солнца за 6,70 Юлианских лет.